# Championnats panaméricains d'escalade 2010
Navigation
Édition suivante
Les Championnats panaméricains d'escalade 2010 se sont tenus à Quito, en Équateur, du 18 au 22 mai 2010. Il s'agit de la première édition des Championnats panaméricains d'escalade ; auparavant l'Amérique du Nord et l'Amérique du Sud organisaient leurs propres championnats.

## Podiums

### Hommes
| Épreuves   | Or                      | Argent                   | Bronze                    |
| ---------- | ----------------------- | ------------------------ | ------------------------- |
| Difficulté | Mexique Mauricio Huerta | Chili Jesús Gonzales     | Argentine Diego Marsella  |
| Bloc       | Brésil Cesar Grosso     | Chili Jesús Gonzales     | Venezuela Manuel Escobar  |
| Vitesse    | Venezuela Josmar Nieves | Venezuela Manuel Escobar | Équateur Andres Quinteros |

### Femmes
| Épreuves   | Or                           | Argent                      | Bronze                     |
| ---------- | ---------------------------- | --------------------------- | -------------------------- |
| Difficulté | États-Unis Sasha DiGiulian   | Venezuela Francis Rodriguez | Équateur Estefanía Mesias  |
| Bloc       | États-Unis Francesca Metcalf | Venezuela Lucelia Blanco    | Venezuela Daniela Lopez    |
| Vitesse    | Venezuela Lucelia Blanco     | Venezuela Francis Guillen   | Équateur Katherine Alvarez |